# Didier Drogba
Didier Yves Drogba Tébily (pronunție în franceză [didje dʁɔɡba]; n. 11 martie 1978, Abidjan, Coasta de Fildeș) este un fost fotbalist ivorian care a evoluat pe postul de atacant.
Didier Drogba este golgheterul all-time al echipei naționale de fotbal a Coastei de Fildeș. De asemenea, Drogba este al patrulea golgheter all-time al lui Chelsea și a marcat cele mai multe goluri pentru Chelsea decât orice alt jucător străin. În octombrie 2012, el a fost votat de fanii lui Chelsea drept cel mai bun jucător din istoria clubului. Atributele sale cheie includ puterea lui fizică, abilități de joc aerian și puterea lui de a rămâne în posesia mingii.
După ce a jucat în echipele de tineret, Drogba și-a făcut debutul profesional la vârsta de 18 ani în Ligue 2 la Le Mans. El a semnat primul său contract profesionist la 21 de ani, dar nu a jucat până în sezonul 2002-03, când a marcat 17 goluri în 34 de apariții în Ligue 1 pentru Guingamp. În același sezon și-a făcut prima sa apariție internațională pentru Coasta de Fildeș, în septembrie, și a marcat primul lui gol la națională. S-a mutat la Olympique de Marseille în 2003, pentru £ 3,3 milioane. Succesul său la Olympique de Marseille a continuat, fiind al treilea cel mai mare marcator din Ligue 1, cu 19 goluri și a ajutat clubul să ajungă în 2004 în finala Cupei UEFA. 
Pe 8 august 2014 a anunțat că se retrage de la echipa națională.

## Cariera de club
Didier Drogba s-a născut în Coasta de Fildeș și la vârsta de 5 ani, el a fost trimis să locuiască în Franța, alături de unchiul său, Michel Goba, și el fotbalist profesionist. Lui Drogba i s-a făcut dor de casă și s-a întors în Abidjan după 3 ani. El a fost însă nevoit să se reîntoarcă în Franța, deoarece părinții lui și-au pierdut slujbele. În 1991, părinții săi s-au stabilit și ei în Franța, la Vannes. În 1993, s-au mutat în Antony în suburbiile Parisului. Atunci, Didier s-a mutat și el la Paris să locuiască cu părinții săi. Aici, el a început să joace fotbal organizat, la o echipă locală.
Drogba și-a început cariera la Levallois SC, unde și-a câștigat reputația de golgheter la echipa de juniori a clubului. El și-a câștigat astfel un loc în echipa de seniori a clubului. A debutat la doar 18 ani, dar nu l-a impresionat pe Jacques Loncar, antrenorul de la Levallois.

### Le Mans
Didier Drogba a debutat la echipa din Ligue 2 Le Mans. La 21 de ani, Drogba a avut primul copil care i-a dat numele Isaac. În primul sezon Drogba a marcat 7 goluri în 30 de meciuri, dar în următorul sezon s-a accidentat locul fiindu-i luat de către Daniel Cousin.

### Guingamp (2002-2003)
La jumătatea sezonului 2001-2002 Guingamp l-a remarcat pe Drogba și l-a cumpărat cu suma de 80.000 de lire. În returul lui 2001-2002, Drogba a jucat 11 meciuri pentru Guingamp și a înscris 3 goluri. Deși a ajutat echipa să rămână în prima ligă, tânărul atacant nu a impresionat. Următorul sezon, Drogba a înscris 17 goluri în 34 de partide, iar Guingamp a terminat pe locul 7 în Ligue 1. El i-a lăudat pe coechipierii săi, mai ales pe prietenul său Florent Malouda, recunoscând că fără coechipierii săi nu ar fi reușit să marcheze atât de multe goluri.

### Marseille (2003-2004)
Drogba a fost cumpărat de la Marseiile după sezonul 2002-2003 la Guincamp pentru 3,3 milioane de lire sterline. Antrenorul care l-a adus pe Drogba, Alain Perrin, a fost demis imediat după venirea lui Drogba. În locul său a fost instalat José Anigo. Drogba a înscris 19 goluri pentru Olympique Marseille și a primit titlul de „Jucătorul anului în Franța”. El a înscris 5 goluri și în UEFA Champions League, și un gol în Cupa UEFA împotriva lui Newcastle United. La finalul sezonului, a fost transferat de Chelsea pentru 24 de milioane de lire sterline. Drogba este încă apreciat la Marseille, mulțimea de pe Stade Velodrome continuând să-i strige numele. Tricoul său de la Olympique de Marseille, purtat un singur sezon, este numit Notre-Dame de la Garde, după ce Drogba l-a prezentat Catedralei din Marseille.

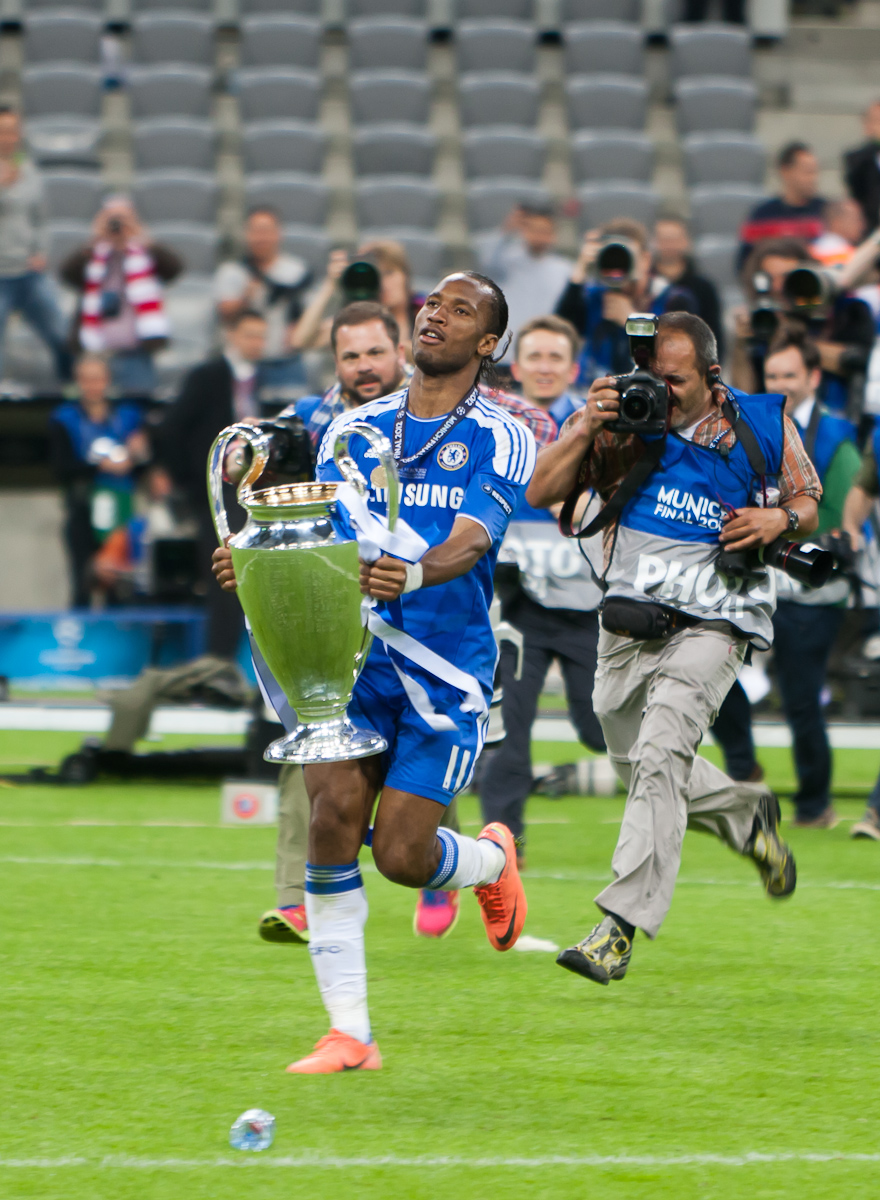
Drogba ținând în mână trofeul Champions League după ce a dat golul decisiv în finala contra echipei Bayern München.

### Chelsea (2004-2012)

#### 2004-2005
Drogba a semnat cu Chelsea în iulie 2004. A marcat primul gol în Premier League la cel de-al treilea meci, jucat împotriva lui Crystal Palace. El s-a accidentat într-o partidă cu Liverpool FC și a stat în afara terenului mai bine de 2 luni. A înscris 16 goluri în primul lui sezon: 10 în Premiership, 5 în Championbs League și unul în Cupa Ligii. În acel sezon, doar Thierry Henry l-a depășit la raportul dintre numărul de meciuri și numărul de goluri. Sezonul a fost foarte bun pentru Chelsea, care a câștigat Premier League pentru a doua oară după 50 de ani și Cupa Ligii Angliei învingând-o pe Liverpool cu 3-2 după prelungiri, pe Millennium Stadium. Drogba a jucat un rol important pentru Chelsea în Champions League. Chelsea a ajuns până în semifinalele competiției. Drogba a marcat împotriva foștilor rivali de la Paris Saint-Germain, și două goluri împotriva celor de la Bayern München.

#### 2005-2006
Drogba a avut un start bun de sezon în 2005. El a înscris 2 goluri în Community Shield, trofeu câștigat împotriva lui Arsenal. La ambele goluri, Drogba a exploatat greșelile tânărului fundaș, Philippe Senderos. A fost decalrat de două ori omul meciului în două partide câștigate cu 4-1; cu Liverpool pe Anfield și West Ham United unde a marcat primul gol și a pasat pentru Hernán Crespo. Drogba a fost acuzat că de multe ori trișează după ce s-a folosit de mână pentru a înscrie al doilea gol împotriva lui Manchester City. După o săptămână, Drogba a încercat din nou să se folosească de mână în meciul cu Fulham, dar golul său nu a fost validat. După acel meci, într-un interviu către BBC, el a spus „Uneori trișez, alteori nu. Eu nu trișez, eu îmi fac doar jocul.” Oamenii de fotbal au spus că poate el nu s-a exprimat corect, deoarece el se adapta la viața din Anglia și nu știa prea bine limba. Chelsea a câștigat campionatul pentru a doua oară consecutiv cu două etape înainte de final. Drogba a câștigat premiul pentru cel mai bun pasator în sezonul 2005-06, cu 11 pase de gol. El a înscris din nou 16 goluri: 12 în Premier League, 2 în Community Shield, unul în Champions League și unul în Cupa Angliei. Pe 11 iunie 2006, Drogba a spus că este gata să semneze un nou contract cu Chelsea și să joace alături de noii veniți: Michael Ballack, Andriy Shevchenko, Salomon Kalou și John Obi Mikel. Sezonul următor, după plecările lui Hernán Crespo și Damien Duff, Mourinho a schimbat tactica din 4-4-2 în 4-4-3. Astfel, prezența lui Drogba pe teren a devenit mai sigură, alături de cea a ucraineanului Andriy Shevchenko.

#### 2006-2007

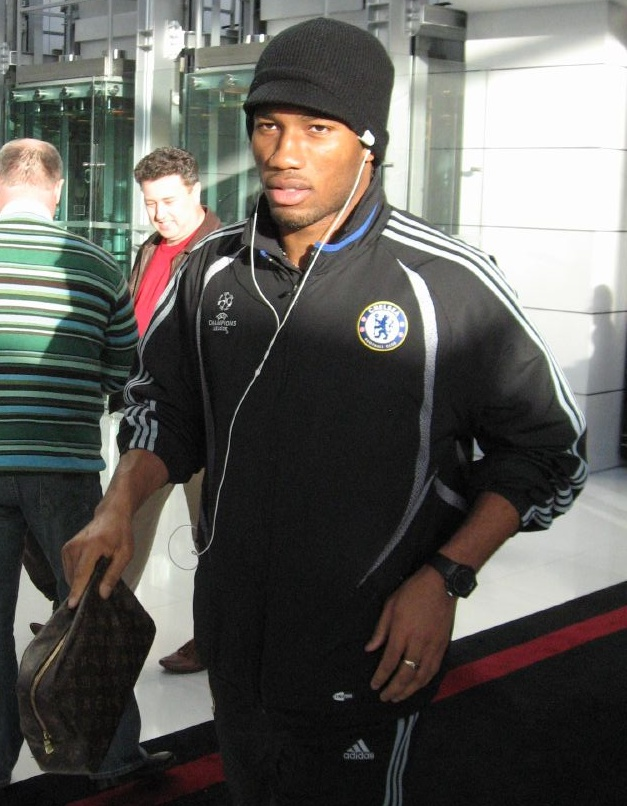
Drogba la Chelsea în 2007

După plecarea lui Damien Duff la Newcastle United, Drogba a predat tricoul cu numărul 15 pe care îl primise în 2004 și a primi tricoul cu numărul 11, care rămăsese liber după plecarea lui Duff. Sezonul 2006-07 a fost încununat de succese pentru Drogba care a marcat 33 de goluri în toate competițiile, mai mult decât în primele două sezoane la Chelsea. El a înscris 20 de goluri în Premier League și a câștigat Gheata de Aur. El a devenit primul jucător de la Kerry Dixon în 1984-85 care marchează mai mult de 30 de goluri într-un sezon pentru Chelsea. Drogba a marcat 20 de goluri în Premier League, 5 în UEFA Champions League, 3 în Cupa Angliei și 4 în Cupa Ligii. A marcat goluri din interiorul careului de 16 m împotriva lui Liverpool, Everton, un gol în minutul 93 cu FC Barcelona pe Camp Nou și ambele goluri din finala Cupei Ligii câștigată în fața lui Arsenal cu 2-1. A înscris două hat-trickuri împotriva lui Watford și Levski Sofia în Champions League, primul hat-trick al lui Chelsea de la cel al lui Gianluca Vialli în Cupa UEFA Winners în 1997. În ultimul meci al sezonului, Drogba a marcat golul victoriei în finala Cupei Angliei cu Manchester United de pe Wembley. El s-a alăturat lui Norman Whiteside, (Manchester United în 1983) și Mark Hughes (Manchester United în 1994), jucători care au marcat în același sezon și în Cupa Angliei și în Cupa Ligii. În ianuarie 2007, Drogba a fost numit Jucătorul Ivorian al Anului după ce s-a luptat cu Kader Keita de la OSC Lille, Aruna Dindane de la Lens și Kolo Toure de la Arsenal. În martie, a fost numit fotbalistul african al anului în fața camerunezului Samuel Eto'o de la Barcelona și ghanezului Michael Essien. A fost numit și în Echipa Premier League a anului desemnată de PFA. A fost pe locul doi după Cristiano Ronaldo la premiul Jucătorul Anului în Premier League desemnat de PFA. În amrtie 2007, fratele mai tânăr al lui Drogba, Joё a încercat să intre și el în fotbalul englez la Leyton Orient, dar a fost refuzat.

#### 2007-2008

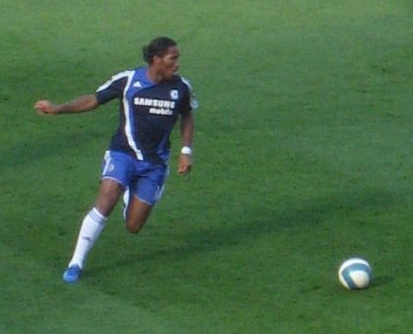
Drogba la Chelsea în octombrie 2007

Sezonul 2007-08 a început prost pentru Drogba odată cu plecarea lui José Mourinho. El a declarat că: „Plecarea lui Mourinho distruge familia care s-a creat la club. Mulți dintre noi obișnuiau să joace pentru antrenor. Acum trebuie să găsim altă sursă de motivație.” După plecarea lui José Mourinho, în revista France Football a apărut o altă declarație a lui Drogba: „Vreau să plec de la Chelsea. Ceva s-a rupt la Chelsea. Ruptura este mare în vestiar.” Deși a semnat un contract pe 4 ani cu Chelsea în 2006 a spus că ar fi interesat să joace la cuburi mari precum Barcelona, Real Madrid, AC Milan sau Inter Milano. Mai târziu, a declarat că a regretat acea declarație și că este dedicat sută la sută clubului Chelsea. În curând, a recâștigat încrederea fanilor după ce a marcat în un gol victoria 2-0 cu Middlesbrough FC de pe 20 octombrie 2007, un gol împotriva lui Schalke 04 în Champions League și două goluri în victoria cu Manchester City. Drogba a continuat să înscrie dar a suferit o accidentare la un antrenament al lui Chelsea, nu a jucat timp de o lună și a ratat partidele importante cu Valencia, Arsenal și Liverpool.
Drogba a reintrat pe teren la pauza meciului cu QPR din Cupa Angliei. A fost chemat apoi la Cupa Africii pe Națiuni să reprezinte echipa națională a Coastei de Fildeș. La primul meci după întoarcerea din Africa, Drogba a înscris ambele goluri ale echipei sale în victoria 2-1 împotriva lui Arsenal. După acea victorie, Chelsea a egalat-o pe Manchester United la puncte. Pe 26 aprilie 2008, Drogba l-a accidentat pe Nemanja Vidić de la Manchester United. Sârbului i-a trebuit să-i fie cusută buza și a rămas și fără un dinte. S-a pus întrebarea dacă Drogba a făcut-o intenționat. Pe 26 noiembrie 2006, Drogba l-a lovit pe Vidić cu cotul. În ciuda speculațiilor, cartonașul galben primit de Drogba pentru acea intrare a fost considerat ca fiind o pedeapsă dreaptă de către Federația Engleză de Fotbal. După primul meci din semi-finala UEFA Champions League cu Liverpool, Drogba a intrat într-o polemică cu Rafael Benítez care a spus despre el că este un mare trișor. Drogba a declarat atunci despre antrenorul lui Liverpool: „Benítez era un antrenor pe care eu l-am respectat mult. Am început să cred că are clasă dar m-a dezamăgit. Vorbele sale au arătat că este slab. Un mare antrenor niciodată nu ar ataca într-un asemenea mod un jucător. Ar trebui să se concentreze asupra fundașilor săi și nu asupra mea. În primul meci, Carragher și Škrtel nu se mai opreau. La finalul meciului eram plin de vânătăi. Anul trecut mi-am rupt o coastă în semi-finala UEFA Champions League cu Liverpool.”

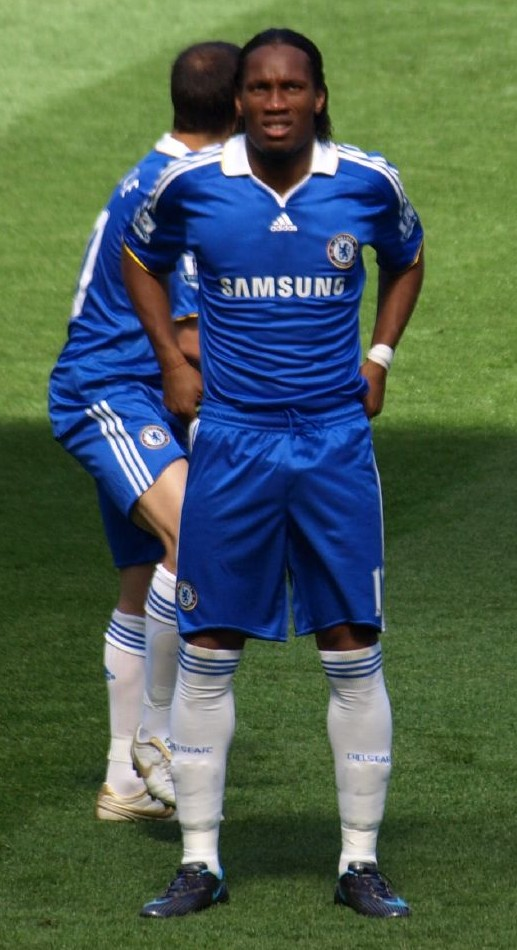
Drogba intr-un meci al lui Chelsea în 2008.

Pe 30 aprilie 2008, Drogba a înscris 2 goluri în semi-finala cu Liverpool în victoria lui Chelsea 3-2 pe Stamford Bridge. A fost pentru prima oară când Chelsea a bătut-o pe Liverpool în semi-finalele Champions League. De asemenea, Chelsea a ajuns în prima ei finală. Drogba a devenit golgheterul echipei în cupele europene, ajungând la cota 17 după golurile cu Liverpool. El l-a depășit astfel pe Peter Osgood care a înscris 16 goluri pentru Chelsea în cupele europene. În finala UEFA Champions League, Drogba a fost eliminat în minutul 117 după ce l-a lovit din nou pe sârbul Nemanja Vidić. El a devenit al doilea jucător eliminat în istoria finalelor UEFA Champions League. Primul a fost Jens Lehmann în 2006. Chelsea a pierdut finala 6-5 la penaltyuri, după 1-1 în prelungiri. După meci, antrenorul secund al lui Chelsea, Henk Ten Cate a spus că lui Drogba i-a fost frică să execute penaltyul la sfârșitul meciului. Căpitanul echipei, John Terry l-a înlocuit dar a ratat și Chelsea a pierdut finala.

#### 2008-2009
Drogba a suferit o serie de accidentări la începutul sezonului și a încercat să ajungă la condiția fizică necesară, lipsind până în noiembrie. A înscris primul său gol în Cupa Angliei în Cupa Ligii dar echipa sa a pierdut împotriva lui Burnley. Drogba a înscris al doilea său gol în victoria 2-1 cu CFR Cluj din UEFA Champions League, care a trimis-o pe Chelsea mai departe. În decembrie, Drogba a înscris primul său gol în sezonul de Premier League 2008-2009 împotriva lui West Bromwich Albion, meciul terminându-se 2-0 pentru Chelsea.
Prin golurile sale reușește să-și ducă echipa până în finala Ligii Campionilor 2011–2012, câștigată în fața celor de la Bayern München. În acel meci a marcat golul egalizator din minutul 88, reușind să înscrie un gol și la loviturile de la departajare.
În noiembrie 2012, Drogba a fost numit cel mai bun jucător al lui Chelsea din toate timpurile într-un sondaj realizat de Chelsea Magazine în rândul a 20.000 de fani.

### Shanghai Shenhua (2012–2013)
Pe 22 mai 2012, Chelsea a scris pe site-ul lor oficial că Drogba "va părăsi clubul atunci când contractul său expiră la sfârșitul lunii iunie", 2012.  La data de 19 iunie 2012, Drogba a declarat că va semna cu echipa chineză din Super League ,Shanghai Shenhua, alăturându-se, de asemenea, fostului său coechipier de la Chelsea, Nicolas Anelka. S-a anunțat că el a semnat un contract de doi ani și jumătate , unde cei de la Shanghai îi vor plăti 200.000 £ pe săptămână.

### Galatasaray (2013–2014)

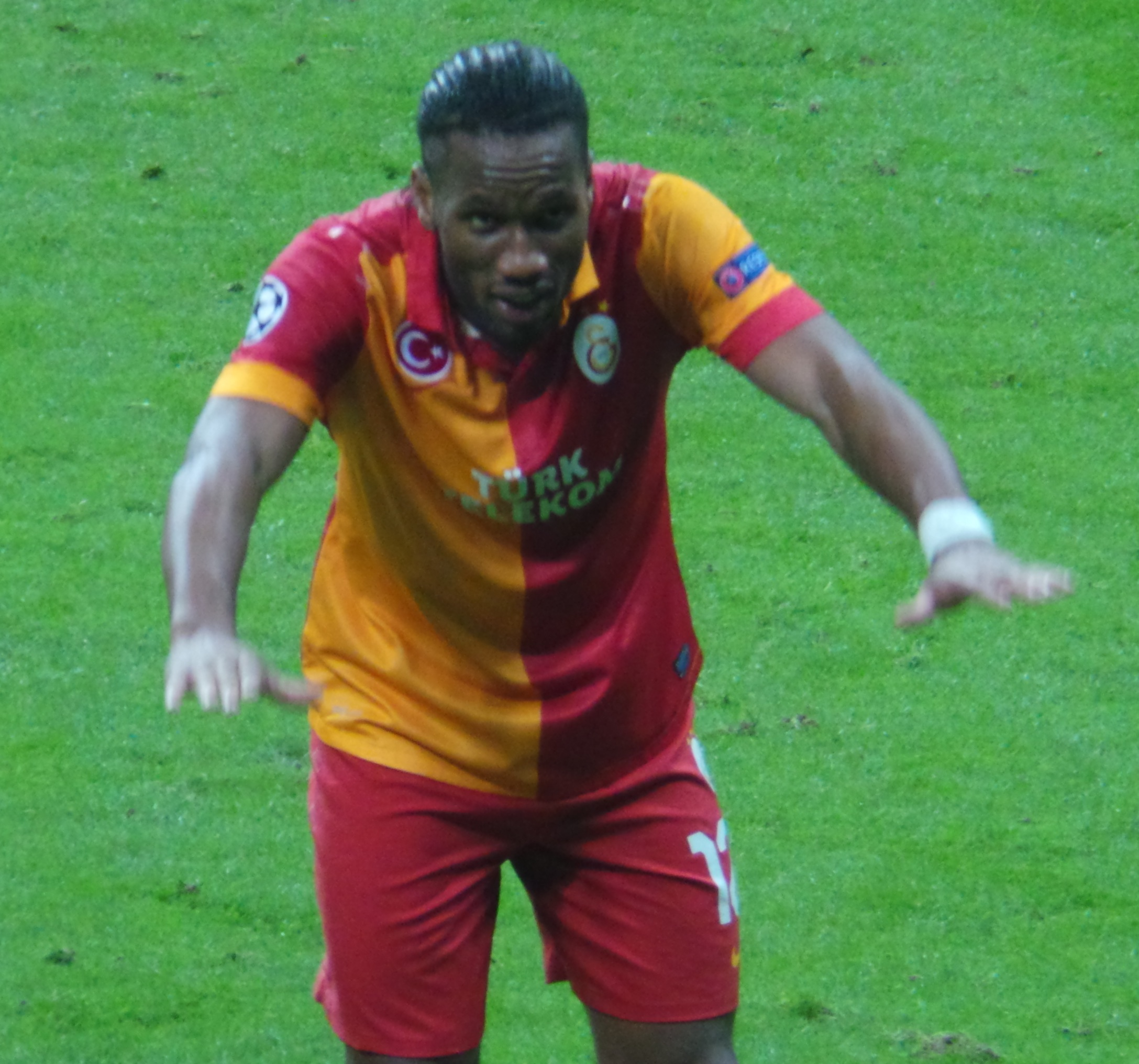
Drogba evoluând la Galatasaray în 2013

Pe 28 ianuarie 2013, Drogba a semnat un contract pe un an și jumătate cu echipa turcă Galatasaray ce evoluează în Süper Lig. Ar încasa o sumă de 4 milioane de euro pe sezon și 15.000 de euro pe fiecare meci.
Totuși, pe 30 ianuarie 2013 Shenhua a afirmat într-o conferință de presă faptul că Drogba și-ar încălca contractul cu aceștia mutându-se la Galatasaray. Drogba a spus că salariul acestuia nu i-a fost plătit de către club și a cerut FIFA să-i invalideze contractul. În februarie 2013, FIFA a emis o permisiune temporară, acesta putând să joace pentru Galatasaray.
Pe 15 februarie, Drogba a marcat golul de debut pentru Galatasaray la doar 5 minute după ce a intrat pe teren din postură de rezervă în meciul contra Akhisar Belediyespor încheiat cu scorul de 2-1.

## La națională
Drogba este internațional ivorian și și-a ajutat echipa să se califice în premieră la Campionatul Mondial de Fotbal 2006. Este golgheterul Coastei de Fildeș. Prima sa selecție a fost pe 8 septembrie 2002 împotriva Africii de Sud. A înscris primul său gol pentru „elefanți” pe 11 februarie 2003 în victoria 3-0 împotriva Camerunului. A înscris 9 goluri în 8 partide de calificare la Campionatul Mondial. A fost pe locul 2 după Samuel Eto'o la premiul Jucătorul African al Anului. A înscris 27 de goluri în 41 de selecții, până la data de 21 august 2007.
În februarie 2006, Drogba a fost pentru prima oară căpitan la echipa națională în victoria în semi-finala Cupei Africii pe Națiuni câștigată cu Nigeria. El a înscris și în sfertul de finală cu Camerun câștigat la penaltyuri cu 12-11. Coasta de Fildeș a pierdut însă finala la penaltyuri cu 4-2 împotriva Egiptului. Penaltyul lui Drogba a fost apărat de către portarul egiptean, Essam El-Hadary. La Campionatul Mondial din 2006, Coasta de Fildeș a avut o grupă cu Serbia și Muntenegru, Țările de Jos și  Argentina. Pe 11 iunie 2006, Drogba a înscris primul său gol la Campionatul Mondial în partida cu Argentina, pierdută cu 2-1. La conferința de presă de după meci, Drogba și-a lăudat coechipierii pentru prestația lor (mai ales pe Bakari Kone și Didier Zokora). El a mai spus că el și coechipierii săi trebuie să își îmbunătățească jocul și să aibă o posesie mai bună: „Fotbalul nu este un sport individual. Câștigi și pierzi întotdeauna ca o echipă. Am avut multe șanse dar le-am irosit. Asta este între echipele mari ca Argentina și noi.” Coasta de Fildeș a fost eliminată de la Campionatul Mondial după al doilea meci 1-2 în fața Țărilor de Jos. Ei au învins cu 3-2 Serbia în ultimul meci pe care l-au disputat în grupă, dar nu mai avea nicio miză.
La Cupa Africii pe Națiuni din 2008, Coasta de Fildeș a avut o grupă cu Nigeria, Mali și Benin. Drogba a înscris două goluri în grupe în victoria 4-1 împotriva Beninului și 3-0 cu Mali. Coasta de Fildeș cu golul lui Salomon Kalou și au terminat confortabil pe locul 1 cu 9 puncte. În semi-finale, Drogba a înscris din nou în victoria 5-0 împotriva Guineei, ultimele 4 goluri căzând în ultimele 20 de minute. Semi-finala a fost o rejucare a finalei din 2006 împotriva Egiptului. Coasta de Fildeș a pierdut 4-1 în fața Egiptului și apoi a pierdut și în confrunatrea pentru locul al treilea cu 4-2 în fața Ghanei. Drogba a terminat turneul ca golgheter la egalitate cu Salomon Kalou, Abdul Kader Keita și Boubacar Sanogo cu 3 goluri.
Marchează șase goluri în cinci meciuri în campania pentru calificarea la CM 2010. Se accidentează într-un meci amical cu Japonia din 4 iunie 2010. La Cupa Africii pe Națiuni 2012 naționala Coastei de Fildeș cade într-o grupă cu Sudan, Angola și Burkina Faso. Echipa sa pierde în finala cu Zambia, după ce Drogba ratează un penalty.

## Viața personală
Drogba este căsătorit cu Diakité Lalla, pe care a cunoscut-o la Paris; cei doi au împreună trei copii. Fiul său cel mare, Isaac, s-a născut în Franța, în 1999. Drogba are doi frați mai mici, care sunt de asemenea fotbaliști: Joël și Freddy Drogba. Pe 24 ianuarie 2007, Drogba a intrat într-un program la United Nations Development Programme (UNDP), ca ambasador.

## Statistici carieră

### Club
Actualizat la 8 martie 2014.
| Club             | Sezon   | Ligue 2            | Ligue 2            | Coupe de France | Coupe de France | Coupe de la Ligue | Coupe de la Ligue | Continental | Continental | Altele  | Altele | Total   | Total  |
| Club             | Sezon   | Meciuri            | Goluri             | Meciuri         | Goluri          | Meciuri           | Goluri            | Meciuri     | Goluri      | Meciuri | Goluri | Meciuri | Goluri |
| ---------------- | ------- | ------------------ | ------------------ | --------------- | --------------- | ----------------- | ----------------- | ----------- | ----------- | ------- | ------ | ------- | ------ |
| Le Mans          | 1998–99 | 2                  | 0                  | 0               | 0               | 0                 | 0                 | 0           | 0           | 0       | 0      | 2       | 0      |
| Le Mans          | 1999–00 | 30                 | 7                  | 0               | 0               | 2                 | 0                 | 0           | 0           | 0       | 0      | 32      | 7      |
| Le Mans          | 2000–01 | 11                 | 0                  | 3               | 1               | 0                 | 0                 | 0           | 0           | 0       | 0      | 14      | 1      |
| Le Mans          | 2001–02 | 21                 | 5                  | 1               | 1               | 2                 | 1                 | 0           | 0           | 0       | 0      | 24      | 7      |
| Total            |         | 64                 | 12                 | 4               | 2               | 4                 | 1                 | 0           | 0           | 0       | 0      | 72      | 15     |
| Club             | Sezon   | Ligue 1            | Ligue 1            | Coupe de France | Coupe de France | Coupe de la Ligue | Coupe de la Ligue | Continental | Continental | Altele  | Altele | Total   | Total  |
| Club             | Sezon   | Meciuri            | Goluri             | Meciuri         | Goluri          | Meciuri           | Goluri            | Meciuri     | Goluri      | Meciuri | Goluri | Meciuri | Goluri |
| Guingamp         | 2001–02 | 11                 | 3                  | 0               | 0               | 0                 | 0                 | 0           | 0           | 0       | 0      | 11      | 3      |
| Guingamp         | 2002–03 | 34                 | 17                 | 3               | 4               | 2                 | 0                 | 0           | 0           | 0       | 0      | 39      | 21     |
| Total            |         | 45                 | 20                 | 3               | 4               | 2                 | 0                 | 0           | 0           | 0       | 0      | 50      | 24     |
| Club             | Sezon   | Ligue 1            | Ligue 1            | Coupe de France | Coupe de France | Coupe de la Ligue | Coupe de la Ligue | Continental | Continental | Altele  | Altele | Total   | Total  |
| Club             | Sezon   | Meciuri            | Goluri             | Meciuri         | Goluri          | Meciuri           | Goluri            | Meciuri     | Goluri      | Meciuri | Goluri | Meciuri | Goluri |
| Marseille        | 2003–04 | 35                 | 19                 | 2               | 1               | 2                 | 1                 | 16          | 11          | 0       | 0      | 55      | 32     |
| Total            |         | 35                 | 19                 | 2               | 1               | 2                 | 1                 | 16          | 11          | 0       | 0      | 55      | 32     |
| Club             | Sezon   | Premier League     | Premier League     | FA Cup          | FA Cup          | League Cup        | League Cup        | Continental | Continental | Altele  | Altele | Total   | Total  |
| Club             | Sezon   | Meciuri            | Goluri             | Meciuri         | Goluri          | Meciuri           | Goluri            | Meciuri     | Goluri      | Meciuri | Goluri | Meciuri | Goluri |
| Chelsea          | 2004–05 | 26                 | 10                 | 2               | 0               | 4                 | 1                 | 9           | 5           | 0       | 0      | 41      | 16     |
| Chelsea          | 2005–06 | 29                 | 12                 | 3               | 1               | 1                 | 0                 | 7           | 1           | 1       | 2      | 41      | 16     |
| Chelsea          | 2006–07 | 36                 | 20                 | 6               | 3               | 5                 | 4                 | 12          | 6           | 1       | 0      | 60      | 33     |
| Chelsea          | 2007–08 | 19                 | 8                  | 1               | 0               | 1                 | 1                 | 11          | 6           | 0       | 0      | 32      | 15     |
| Chelsea          | 2008–09 | 24                 | 5                  | 6               | 3               | 2                 | 1                 | 10          | 5           | 0       | 0      | 42      | 14     |
| Chelsea          | 2009–10 | 32                 | 29                 | 4               | 3               | 2                 | 2                 | 5           | 3           | 1       | 0      | 44      | 37     |
| Chelsea          | 2010–11 | 36                 | 11                 | 2               | 0               | 0                 | 0                 | 7           | 2           | 1       | 0      | 46      | 13     |
| Chelsea          | 2011–12 | 24                 | 5                  | 3               | 2               | 0                 | 0                 | 8           | 6           | 0       | 0      | 35      | 13     |
| Total            |         | 226                | 100                | 27              | 12              | 15                | 9                 | 69          | 34          | 4       | 2      | 341     | 157    |
| Club             | Sezon   | Prima Ligă Chineză | Prima Ligă Chineză | Cupa Chinei     | Cupa Chinei     | Cupa Ligii        | Cupa Ligii        | Continental | Continental | Altele  | Altele | Total   | Total  |
| Club             | Sezon   | Meciuri            | Goluri             | Meciuri         | Goluri          | Meciuri           | Goluri            | Meciuri     | Goluri      | Meciuri | Goluri | Meciuri | Goluri |
| Shanghai Shenhua | 2012    | 11                 | 8                  | 0               | 0               | -                 | -                 | 0           | 0           | 0       | 0      | 11      | 8      |
| Total            |         | 11                 | 8                  | 0               | 0               | –                 | –                 | 0           | 0           | 0       | 0      | 11      | 8      |
| Club             | Sezon   | Süper Lig          | Süper Lig          | Cupa Turciei    | Cupa Turciei    | Cupa Ligii        | Cupa Ligii        | Continental | Continental | Altele  | Altele | Total   | Total  |
| Club             | Sezon   | Meciuri            | Goluri             | Meciuri         | Goluri          | Meciuri           | Goluri            | Meciuri     | Goluri      | Meciuri | Goluri | Meciuri | Goluri |
| Galatasaray      | 2012–13 | 13                 | 5                  | 0               | 0               | -                 | -                 | 4           | 1           | 0       | 0      | 17      | 6      |
| Galatasaray      | 2013–14 | 22                 | 10                 | 3               | 1               | -                 | -                 | 7           | 2           | 1       | 1      | 33      | 14     |
| Total            |         | 35                 | 15                 | 3               | 1               | –                 | –                 | 11          | 3           | 1       | 1      | 50      | 20     |
| Overall Total    |         | 416                | 174                | 39              | 20              | 23                | 11                | 96          | 48          | 5       | 3      | 579     | 256    |

### Internațional
Actualiza la 8 martie 2014.
| Echipa           | An | Amicale | Amicale | Competitive | Competitive | Total   | Total  |
| Echipa           | An | Meciuri | Goluri  | Meciuri     | Goluri      | Meciuri | Goluri |
| ---------------- | -- | ------- | ------- | ----------- | ----------- | ------- | ------ |
| Coasta de Fildeș |    |         |         |             |             |         |        |
| 2002             | 0  | 0       | 1       | 0           | 1           | 0       |        |
| 2003             | 4  | 1       | 3       | 3           | 7           | 4       |        |
| 2004             | 3  | 3       | 4       | 3           | 7           | 6       |        |
| 2005             | 3  | 1       | 5       | 6           | 8           | 7       |        |
| 2006             | 7  | 4       | 7       | 4           | 14          | 8       |        |
| 2007             | 6  | 3       | 2       | 1           | 8           | 4       |        |
| 2008             | 2  | 1       | 6       | 3           | 8           | 4       |        |
| 2009             | 1  | 1       | 5       | 6           | 6           | 7       |        |
| 2010             | 5  | 2       | 6       | 2           | 11          | 4       |        |
| 2011             | 2  | 1       | 3       | 4           | 5           | 5       |        |
| 2012             | 4  | 2       | 10      | 7           | 14          | 9       |        |
| 2013             | 2  | 1       | 7       | 3           | 9           | 4       |        |
| 2014             | 1  | 1       | 0       | 0           | 1           | 1       |        |
| Overall Total    |    | 40      | 21      | 59          | 42          | 99      | 63     |

#### Goluri internationale
Actualizat la 5 martie 2014.
| #    | Data              | Stadion                                                     | Oponent               | Scor | Rezultat | Competiția                                             |
| 2003 | 2003              | 2003                                                        | 2003                  | 2003 | 2003     | 2003                                                   |
| ---- | ----------------- | ----------------------------------------------------------- | --------------------- | ---- | -------- | ------------------------------------------------------ |
| 1    | 11 februarie 2003 | Stade Gaston Petit, Châteauroux, Franța                     | Camerun               | 2–0  | 3–0      | Meci amical                                            |
| 2    | 8 iunie 2003      | Stade Félix Houphouët-Boigny, Abidjan, Côte d'Ivoire        | Burundi               | 1–0  | 6–1      | Preliminariile Cupei Africii pe Națiuni 2004           |
| 3    | 8 iunie 2003      | Stade Félix Houphouët-Boigny, Abidjan, Côte d'Ivoire        | Burundi               | 2–0  | 6–1      | Preliminariile Cupei Africii pe Națiuni 2004           |
| 4    | 8 iunie 2003      | Stade Félix Houphouët-Boigny, Abidjan, Côte d'Ivoire        | Burundi               | 3–0  | 6–1      | Preliminariile Cupei Africii pe Națiuni 2004           |
| 2004 |                   |                                                             |                       |      |          |                                                        |
| 5    | 31 martie 2004    | Stade Olympique de Radès, Radès, Tunisia                    | Tunisia               | 1–0  | 2–0      | Meci amical                                            |
| 6    | 31 martie 2004    | Stade Olympique de Radès, Radès, Tunisia                    | Tunisia               | 2–0  | 2–0      | Meci amical                                            |
| 7    | 28 April 2004     | Stade de Aix-les-Bains, Aix-les-Bains, Franța               | Guineea               | 1–0  | 4–2      | Meci amical                                            |
| 8    | 6 iunie 2004      | Stade Félix Houphouët-Boigny, Abidjan, Côte d'Ivoire        | Libia                 | 2–0  | 2–0      | Calificările pentru Campionatul Mondial de Fotbal 2006 |
| 9    | 20 iunie 2004     | Alexandria Stadium, Alexandria, Egipt                       | Egipt                 | 2–1  | 2–1      | Calificările pentru Campionatul Mondial de Fotbal 2006 |
| 10   | 5 septembrie 2004 | Stade Félix Houphouët-Boigny, Abidjan, Côte d'Ivoire        | Sudan                 | 1–0  | 5–0      | Calificările pentru Campionatul Mondial de Fotbal 2006 |
| 2005 |                   |                                                             |                       |      |          |                                                        |
| 11   | 27 martie 2005    | Stade Félix Houphouët-Boigny, Abidjan, Côte d'Ivoire        | Benin                 | 1–1  | 2–1      | Calificările pentru Campionatul Mondial de Fotbal 2006 |
| 12   | 27 martie 2005    | Stade Félix Houphouët-Boigny, Abidjan, Côte d'Ivoire        | Benin                 | 2–1  | 2–1      | Calificările pentru Campionatul Mondial de Fotbal 2006 |
| 13   | 19 iunie 2005     | Stade Félix Houphouët-Boigny, Abidjan, Côte d'Ivoire        | Egipt                 | 1–0  | 2–0      | Calificările pentru Campionatul Mondial de Fotbal 2006 |
| 14   | 19 iunie 2005     | Stade Félix Houphouët-Boigny, Abidjan, Côte d'Ivoire        | Egipt                 | 2–0  | 2–0      | Calificările pentru Campionatul Mondial de Fotbal 2006 |
| 15   | 4 septembrie 2005 | Stade Félix Houphouët-Boigny, Abidjan, Côte d'Ivoire        | Camerun               | 1–1  | 2–3      | Calificările pentru Campionatul Mondial de Fotbal 2006 |
| 16   | 4 septembrie 2005 | Stade Félix Houphouët-Boigny, Abidjan, Côte d'Ivoire        | Camerun               | 2–2  | 2–3      | Calificările pentru Campionatul Mondial de Fotbal 2006 |
| 17   | 16 noiembrie 2005 | Stade de Genève, Geneva, Elveția                            | Italia                | 1–1  | 1–1      | Meci amical                                            |
| 2006 |                   |                                                             |                       |      |          |                                                        |
| 18   | 17 ianuarie 2006  | Zayed Sports City Stadium, Abu Dhabi, Emiratele Arabe Unite | Iordania              | 1–0  | 2–0      | Meci amical                                            |
| 19   | 21 ianuarie 2006  | Cairo International Stadium, Cairo, Egipt                   | Maroc                 | 1–0  | 1–0      | Cupa Africii pe Națiuni 2006                           |
| 20   | 24 ianuarie 2006  | Cairo International Stadium, Cairo, Egipt                   | Libia                 | 1–0  | 1–0      | Cupa Africii pe Națiuni 2006                           |
| 21   | 7 februarie 2006  | Harras El-Hedoud Stadium, Alexandria, Egipt                 | Nigeria               | 1–0  | 1–0      | Cupa Africii pe Națiuni 2006                           |
| 22   | 4 iunie 2006      | Stade Robert Bobin, Bondoufle, Franța                       | Slovenia              | 1–0  | 3–0      | Meci amical                                            |
| 23   | 4 iunie 2006      | Stade Robert Bobin, Bondoufle, Franța                       | Slovenia              | 2–0  | 3–0      | Meci amical                                            |
| 24   | 10 iunie 2006     | Volksparkstadion, Hamburg, Germania                         | Argentina             | 1–2  | 1–2      | Campionatul Mondial de Fotbal 2006                     |
| 25   | 15 noiembrie 2006 | Stade Léon-Bollée, Le Mans, Franța                          | Suedia                | 1–0  | 1–0      | Meci amical                                            |
| 2007 |                   |                                                             |                       |      |          |                                                        |
| 26   | 6 februarie 2007  | Stade Robert Diochon, Rouen, Franța                         | Guineea               | 1–0  | 1–0      | Meci amical                                            |
| 27   | 3 iunie 2007      | Stade Bouaké, Bouake, Côte d'Ivoire                         | Madagascar            | 5–0  | 5–0      | Preliminariile Cupei Africii pe Națiuni 2008           |
| 28   | 17 octombrie 2007 | Tivoli-Neu, Innsbruck, Austria                              | Austria               | 1–1  | 2–3      | Meci amical                                            |
| 29   | 17 octombrie 2007 | Tivoli-Neu, Innsbruck, Austria                              | Austria               | 2–3  | 2–3      | Meci amical                                            |
| 2008 |                   |                                                             |                       |      |          |                                                        |
| 30   | 12 ianuarie 2008  | Mohammed Al-Hamad Stadium, Kuwait City, Kuwait              | Kuweit                | 2–0  | 2–0      | Meci amical                                            |
| 31   | 25 ianuarie 2008  | Sekondi-Takoradi Stadium, Sekondi, Ghana                    | Benin                 | 1–0  | 4–1      | Cupa Africii pe Națiuni 2008                           |
| 32   | 29 ianuarie 2008  | Accra Sports Stadium, Accra, Ghana                          | Mali                  | 1–0  | 3–0      | Cupa Africii pe Națiuni 2008                           |
| 33   | 3 februarie 2008  | Sekondi-Takoradi Stadium, Sekondi, Ghana                    | Guineea               | 2–0  | 5–0      | Cupa Africii pe Națiuni 2008                           |
| 2009 |                   |                                                             |                       |      |          |                                                        |
| 34   | 11 februarie 2009 | İzmir Atatürk Stadium, Izmir, Turcia                        | Turcia                | 1–1  | 1–1      | Meci amical                                            |
| 35   | 29 martie 2009    | Stade Félix Houphouët-Boigny, Abidjan, Côte d'Ivoire        | Malawi                | 2–0  | 5–0      | Calificările pentru Campionatul Mondial de Fotbal 2010 |
| 36   | 29 martie 2009    | Stade Félix Houphouët-Boigny, Abidjan, Côte d'Ivoire        | Malawi                | 3–0  | 5–0      | Calificările pentru Campionatul Mondial de Fotbal 2010 |
| 37   | 20 iunie 2009     | Stade du 4-Août, Ouagadougou, Burkina Faso                  | Burkina Faso          | 3–1  | 3–2      | Calificările pentru Campionatul Mondial de Fotbal 2010 |
| 38   | 5 septembrie 2009 | Stade Félix Houphouët-Boigny, Abidjan, Côte d'Ivoire        | Burkina Faso          | 2–0  | 5–0      | Calificările pentru Campionatul Mondial de Fotbal 2010 |
| 39   | 5 septembrie 2009 | Stade Félix Houphouët-Boigny, Abidjan, Côte d'Ivoire        | Burkina Faso          | 4–0  | 5–0      | Calificările pentru Campionatul Mondial de Fotbal 2010 |
| 40   | 10 octombrie 2009 | Kamuzu Stadium, Blantyre, Malawi                            | Malawi                | 1–1  | 1–1      | Calificările pentru Campionatul Mondial de Fotbal 2010 |
| 2010 |                   |                                                             |                       |      |          |                                                        |
| 41   | 4 ianuarie 2010   | Benjamin Mkapa National Stadium, Dar es Salaam, Tanzania    | Tanzania              | 1–0  | 1–0      | Meci amical                                            |
| 42   | 15 ianuarie 2010  | Estádio Chimandela, Cabinda, Angola                         | Ghana                 | 3–0  | 3–1      | Cupa Africii pe Națiuni 2010                           |
| 43   | 30 mai 2010       | Stade Joseph-Moynat, Thonon-les-Bains, Franța               | Paraguay              | 1–0  | 2–2      | Meci amical                                            |
| 44   | 20 iunie 2010     | Soccer City, Johannesburg, Africa de Sud                    | Brazilia              | 1–3  | 1–3      | 2010 FIFA World Cup                                    |
| 2011 |                   |                                                             |                       |      |          |                                                        |
| 45   | 27 martie 2011    | Accra Sports Stadium, Accra, Ghana                          | Benin                 | 1–1  | 2–1      | Preliminariile Cupei Africii pe Națiuni 2012           |
| 46   | 27 martie 2011    | Accra Sports Stadium, Accra, Ghana                          | Benin                 | 2–1  | 2–1      | Preliminariile Cupei Africii pe Națiuni 2012           |
| 47   | 5 iunie 2011      | Stade de l'Amitié, Cotonou, Benin                           | Benin                 | 2–0  | 6–2      | Preliminariile Cupei Africii pe Națiuni 2012           |
| 48   | 5 iunie 2011      | Stade de l'Amitié, Cotonou, Benin                           | Benin                 | 4–2  | 6–2      | Preliminariile Cupei Africii pe Națiuni 2012           |
| 49   | 10 august 2011    | Stade de Genève, Geneva, Elveția                            | Israel                | 4–2  | 4–3      | Meci amical                                            |
| 2012 |                   |                                                             |                       |      |          |                                                        |
| 50   | 13 ianuarie 2012  | Zayed Sports City Stadium, Abu Dhabi, Emiratele Arabe Unite | Tunisia               | 2–0  | 2–0      | Meci amical                                            |
| 51   | 22 ianuarie 2012  | Nuevo Estadio de Malabo, Malabo, Guineea Ecuatorială        | Sudan                 | 1–0  | 1–0      | Cupa Africii pe Națiuni 2012                           |
| 52   | 4 februarie 2012  | Nuevo Estadio de Malabo, Malabo, Guineea Ecuatorială        | Guineea Ecuatorială   | 1–0  | 3–0      | Cupa Africii pe Națiuni 2012                           |
| 53   | 4 februarie 2012  | Nuevo Estadio de Malabo, Malabo, Guineea Ecuatorială        | Guineea Ecuatorială   | 2–0  | 3–0      | Cupa Africii pe Națiuni 2012                           |
| 54   | 2 iunie 2012      | Stade Félix Houphouët-Boigny, Abidjan, Côte d'Ivoire        | Tanzania              | 2–0  | 2–0      | Calificările pentru Campionatul Mondial de Fotbal 2014 |
| 55   | 8 septembrie 2012 | Stade Félix Houphouët-Boigny, Abidjan, Côte d'Ivoire        | Senegal               | 3–2  | 4–2      | Preliminariile Cupei Africii pe Națiuni 2013           |
| 56   | 13 octombrie 2012 | Stade Leopold Senghor, Dakar, Senegal                       | Senegal               | 1–0  | 2–0      | Preliminariile Cupei Africii pe Națiuni 2013           |
| 57   | 13 octombrie 2012 | Stade Leopold Senghor, Dakar, Senegal                       | Senegal               | 2–0  | 2–0      | Preliminariile Cupei Africii pe Națiuni 2013           |
| 58   | 14 noiembrie 2012 | Linzer Stadion, Linz, Austria                               | Austria               | 2–0  | 3–0      | Meci amical                                            |
| 2013 |                   |                                                             |                       |      |          |                                                        |
| 59   | 30 ianuarie 2013  | Royal Bafokeng Stadium, Rustenburg, Africa de Sud           | Algeria               | 1–2  | 2–2      | Cupa Africii pe Națiuni 2013                           |
| 60   | 14 august 2013    | MetLife Stadium, East Rutherford, SUA                       | Mexic                 | 1–3  | 1–4      | Meci amical                                            |
| 61   | 7 septembrie 2013 | Stade Félix Houphouët-Boigny, Abidjan, Côte d'Ivoire        | Maroc                 | 1–1  | 1–1      | Calificările pentru Campionatul Mondial de Fotbal 2014 |
| 62   | 12 octombrie 2013 | Stade Félix Houphouët-Boigny, Abidjan, Côte d'Ivoire        | Senegal               | 1–0  | 3–1      | Calificările pentru Campionatul Mondial de Fotbal 2014 |
| 2014 |                   |                                                             |                       |      |          |                                                        |
| 63   | 5 martie 2014     | Stadionul Regele Baudouin, Bruxelles, Belgia                | Belgia                | 1–2  | 2–2      | Meci amical                                            |
| 64   | 31 mai 2014       | Edward Jones Dome, St. Louis, SUA                           | Bosnia și Herțegovina | 1–2  | 1–2      | Meci amical                                            |
| 65   | 4 iunie 2014      | Toyota Stadium, Frisco, SUA                                 | El Salvador           | 2–0  | 2–1      | Meci amical                                            |

## Palmares

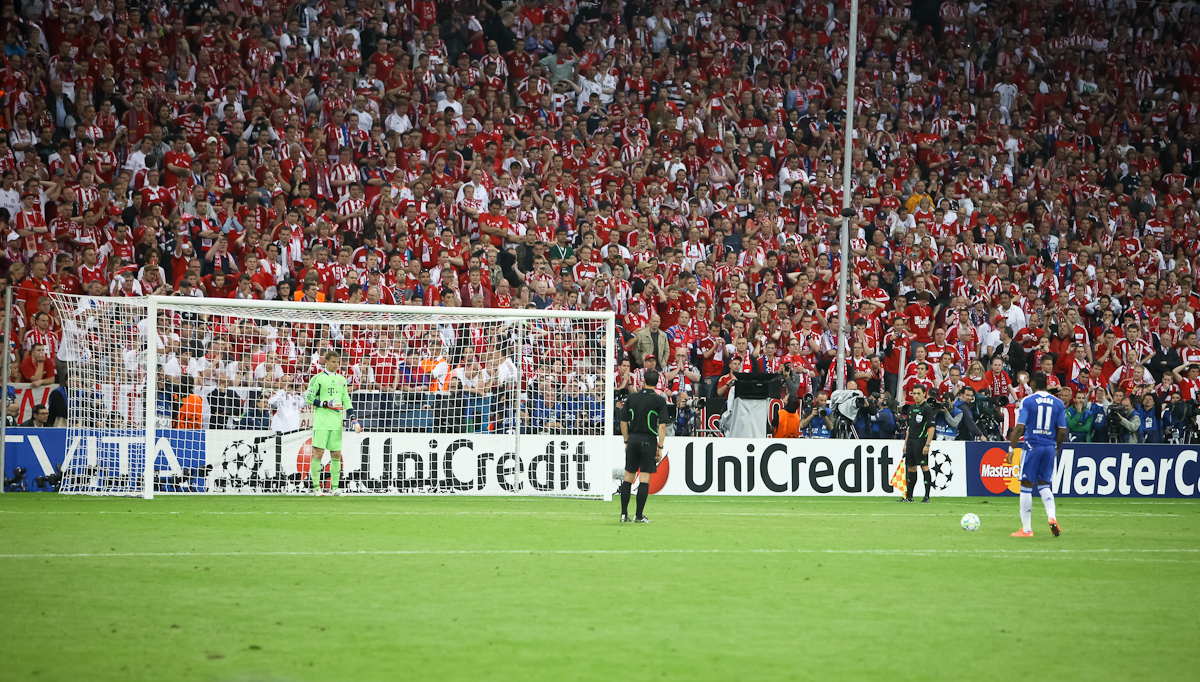
Penalty-ul decisiv al lui Didier Drogba în Finala Ligii Campionilor 2012

### Club
Chelsea
- FA Premier League: 2004–05, 2005–06, 2009–10
- FA Cup: 2006–07, 2008–09, 2009–10, 2011–12
- Football League Cup: 2004–05, 2006–07
- UEFA Champions League: 2011–12
- FA Community Shield: 2005, 2009

Galatasaray
- Süper Lig: 2012–13
- TFF Süper Kupa: 2013
- Türkiye Kupası: 2013–14

### Individual
- Onze d'Or: 2004
- Golgheterul Cupei UEFA: 2003–04
- Ligue 1 Goal of the Year: 2003–04
- Ligue 1 Team of the Year: 2003–04
- Ligue 1 Player of the Year: 2003–04
- African Footballer of the Year: 2006, 2009
- Chelsea Players' Player of the Year: 2007
- Golden Boot Landmark Award 10: 2006–07
- Golden Boot Landmark Award 20: 2006–07
- PFA Team of the Year: 2006–07, 2009–10
- FA Community Shield — Man of the Match: 2005
- Côte d'Ivoire Player of the Year: 2007, 2012
- League Cup Final — Man of the Match: 2007
- Premier League Golden Boot: 2007, 2010
- FA Cup Final — Man of the Match: 2010
- ESM Team of the Year: 2006–07
- UEFA Team of the Year: 2007
- FIFA/FIFPro World XI: 2007
- BBC African Footballer of the Year: 2009
- Chelsea Player of the Year: 2010
- Time Top 100: 2010
- Africa Cup Top Scorer: 2012
- Africa Cup Team of the Tournament: 2006, 2008, 2012
- UEFA Champions League Final — Man of the Match: 2012
- Golden Foot: 2013
- Coasta de Fildeș — golgheter all-time